# Malaclate
Malaclate, schottisch-gälisch: Malacleit, ist ein Weiler auf der schottischen Hebrideninsel North Uist, die zu den Äußeren Hebriden zählt. Historisch lag er in der traditionellen Grafschaft Inverness-shire.

## Lage
Malaclate liegt an der Ostküste einer kleinen Bucht an der Nordküste North Uists. Die Bucht umfasst die bei Niedrigwasser trocken fallende Sandbank Vallay Strand, die einen Zugang zur Gezeiteninsel Vallay ermöglicht. Die nächstgelegenen Ortschaften sind der direkt im Osten angrenzende Weiler Middlequarter und das in etwa sieben Kilometer Entfernung nahe der Westküste gelegene Balmartin. Die von North Uist aus sämtliche Inseln Uists verbindende A865 erschließt die Ortschaft.

## Geschichte
Historisch war Claddach Knockline eine Croftersiedlung. Auf der regionalen Karte der Ordnance Survey aus dem Jahre 1881 sind 14 bedachte, ein teilweise bedachtes und zwei unbedachte Gebäude verzeichnet. 1971 wurden acht bedachte, zwei teilweise bedachte und fünf unbedachte Gebäude verzeichnet. Als ehemalige Crofterbehausung ist das vermutlich im 19. Jahrhundert errichtete Cottage Struan Cottage am Südrand Malaclates als Denkmal der höchsten Kategorie A klassifiziert. Gegenüber des Struan Cottage befindet sich ein ehemaliges Kirchengebäude der Free Church.